# Saint-Cirgues-de-Jordanne
Saint-Cirgues-de-Jordanne är en kommun i departementet Cantal i regionen Auvergne-Rhône-Alpes i mitten av Frankrike. Kommunen ligger  i kantonen Aurillac 4e Canton som ligger i arrondissementet Aurillac. År 2022 hade Saint-Cirgues-de-Jordanne 139 invånare.

## Befolkningsutveckling
Antalet invånare i kommunen Saint-Cirgues-de-Jordanne
Referens:INSEE